# Franz Kasper

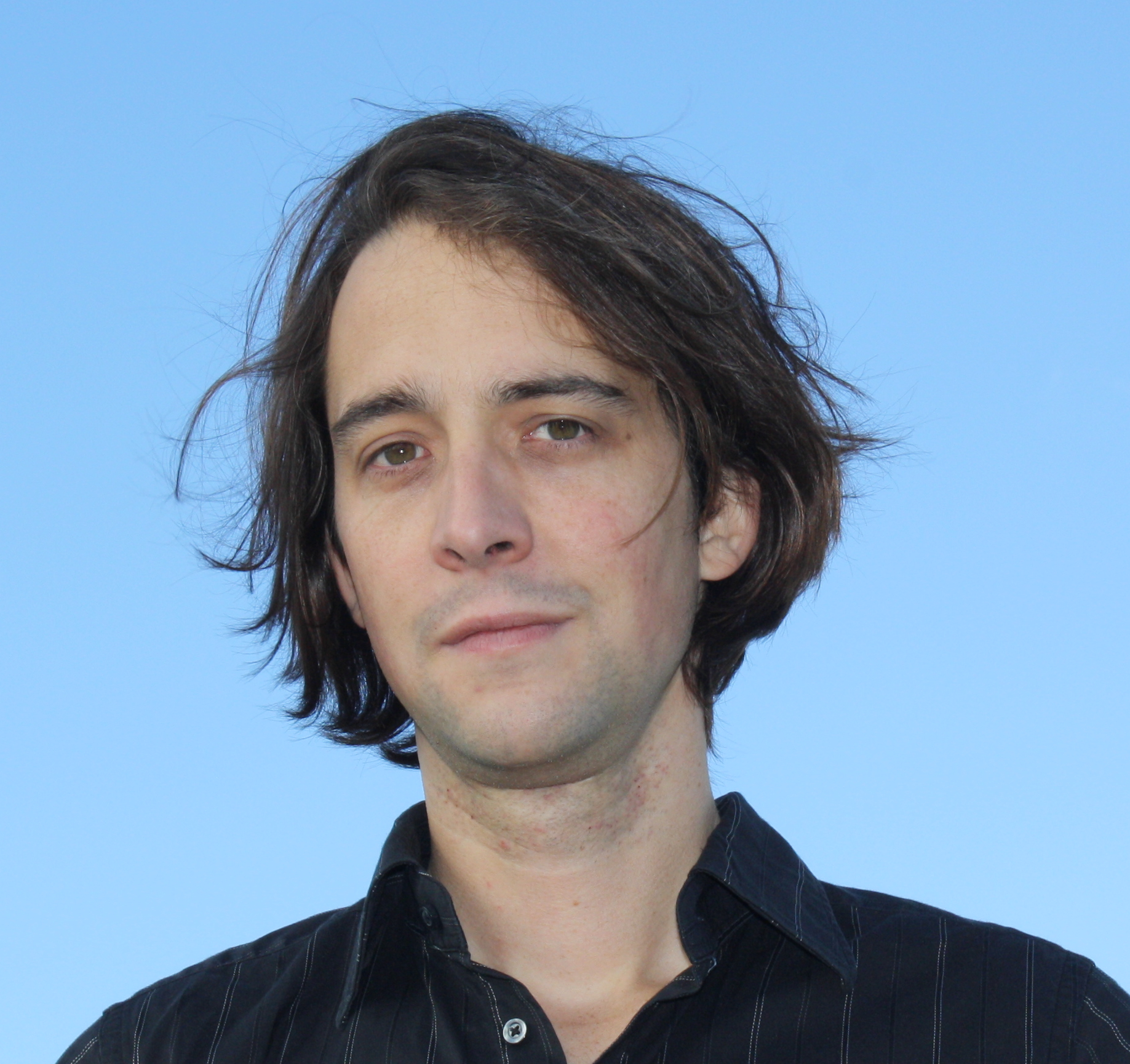
Franz Kasper (2012)

Franz Kasper Krönig ist ein deutscher Musiker und Songwriter, der auf Englisch singt. Im Hauptberuf ist er Soziologe und Professor für Elementardidaktik und Kulturelle Bildung an der Technischen Hochschule Köln.

## Leben
Er studierte Musikologie, Philosophie und Linguistik an der Universität zu Köln mit Abschluss Magister Artium und promovierte dort in Soziologie zum Dr. phil. Er lehrte an der Universität zu Köln (MediaStudies), an der Universität Flensburg (Soziologie der Erziehung), an der Hochschule für Musik und Tanz Köln, sowie der Technischen Hochschule Köln und der Fachhochschule Dortmund.
Kaspers musikalisches Repertoire reicht von Pop und Rock bis hin zu Jazz-, Klassik- und auch Country-Elementen. Seine Instrumente sind die Gitarre und das Klavier. Seine erste Platte The free wheeling (2001) nahm er größtenteils alleine auf. Im Anschluss ging er auf Tournee mit einem klassischen Streichquartett (zwei Geigen, ein Cello, ein Kontrabass), ihm selbst am Klavier, sowie Andreas Berg (ehemals Drummer von Toxoplasma) am Schlagzeug und Anselm Weyer an der Trompete. Mit dieser Begleitband, der Violin Violence, nahm er 2002 sein zweites Album auf The New Rockin’ Chair auf, das in Jazzkreisen Beachtung fand.
Das Folgealbum Don’t Forget to Say No, Baby (2004), ebenfalls eingespielt mit Violin Violence, markierte Kaspers Wechsel vom Klavier zur E-Gitarre und wartete entsprechend mit rockigeren Tönen auf. Auch die Besetzung der Begleitband  änderte sich insofern, als nur noch ein Geiger, der polnische Radek Stawarz, mitspielte. Auch der Bassist Kees van Zomeren kam neu zur Band. In dieser Besetzung eröffnete Franz Kasper 2005 im Spiegelzelt das Open-Air-Festival Haldern Pop. Das nächste Album, The Grasshopper and Me (2005) stellte eine Hinwendung zu radiotauglichem Pop dar und war, im Gegensatz zu den zwei vorherigen Alben, nicht live eingespielt, wenngleich alle Mitglieder der Violin Violence mitwirkten. Die Begleitband löste sich danach auf. Zurück blieben Schlagzeuger Andreas Berg und Anselm Weyer. Letzterer hatte zuvor Trompete und Mundharmonika gespielt, wechselte nach dem Abgang von Kees von Zomeren nun aber an den E-Bass, die Gitarre und das Klavier. In dieser Triobesetzung, zuweilen um Gastmusiker erweitert, spielten Kasper, Berg und Weyer das bluesige Man with a Dog (2007) ein. Im Anschluss tourte Franz Kasper unter anderem mit Moneybrother und The Frames. Nach längerer Pause veröffentlichte er 2012 Did the Devil not Corrupt You?. 2019 veröffentlicht Franz Kasper mit der Band The Kasper Collusion (Achim Tang am Kontrabass, Kurt Fuhrmann am Schlagzeug) die LP Losing it.

## Rezeption
Kaspers Musik wurde „gehobenes internationales Songwriter-Niveau“, bzw. „internationales Format“ und eine „zeitlos-virtuose Lässigkeit“ attestiert, die Musik sei „hervorragend arrangiert und eingespielt“ bzw. „kunstvoll arrangiert“.

## Diskografie
- 2001: The Free Wheeling (Day-Glo Records / Rough Trade)
- 2002: The New Rockin’ Chair (Day-Glo Records / Rough Trade)
- 2004: Don't Forget to Say No, Baby (Day-Glo Records / Rough Trade)
- 2005: The Grasshopper and Me (Day-Glo Records / Rough Trade)
- 2007: Man with a Dog (Day-Glo Records / Rough Trade)
- 2011: Up to You, Up to Me (single)
- 2012: Did the Devil Not Corrupt You?
- 2019: Losing it (The Kasper Collusion) (Meyer Records / Rough Trade)